# Lipowiec Kościelny (gemeente)
De gemeente Lipowiec Kościelny is een landgemeente in het Poolse woiwodschap Mazovië, in powiat Mławski.
De zetel van de gemeente is in Lipowiec Kościelny.
Op 30 juni 2004 telde de gemeente 5144 inwoners.

## Oppervlakte gegevens
In 2002 bedroeg de totale oppervlakte van gemeente Lipowiec Kościelny 114,21 km², waarvan:
- agrarisch gebied: 64%
- bossen: 29%

De gemeente beslaat 9,75% van de totale oppervlakte van de powiat.

## Demografie
Stand op 30 juni 2004:
| Omschrijving                   | Totaal | Totaal | Vrouwen | Vrouwen | Mannen | Mannen |
| ------------------------------ | ------ | ------ | ------- | ------- | ------ | ------ |
| eenheid                        | aantal | %      | aantal  | %       | aantal | %      |
| inwoners                       | 5144   | 100    | 2606    | 50,7    | 2538   | 49,3   |
| bevolkingsdichtheid (inw./km²) | 45     | 45     | 22,8    | 22,8    | 22,2   | 22,2   |

In 2002 bedroeg het gemiddelde inkomen per inwoner 1089,87 zł.

## Sołectwa
Dobra Wola, Józefówo, Kęczewo, Krępa, Lewiczyn, Lipowiec Kościelny, Łomia, Niegocin, Parcele Łomskie, Rumoka, Turza Mała, Turza Wielka, Wola Kęczewska, Zawady
Zonder de status sołectwo : Borowe, Cegielnia Lewicka.

## Aangrenzende gemeenten
Działdowo, Iłowo-Osada, Kuczbork-Osada, Mława, Szreńsk, Wiśniewo